# Look Through Any Window
Look Through Any Window är en poplåt som skrevs av den professionella låtskrivaren Graham Gouldman och lanserades av den brittiska musikgruppen The Hollies 1965. Det kom att bli den första amerikanska topp 40-hiten för bandet och den nådde placering #32 på Billboardlistan i januari 1966. Låtens särskiljande riff med 12-strängad gitarr, tillsammans med snabbt stigande harmonier och Bobby Elliotts explosiva trummor, gör den till en av The Hollies och British Invasions finaste inspelningar. The Hollies har också spelat in en version på franska. 
"Look Through Any Window" blev Hollies öppningsspår på deras album Hear! Here! (den amerikanska versionen av Hollies) från 1965.

## Cover-versioner
- En version spelades in av den amerikanska musikgruppen Gary Lewis and the Playboys till deras album Hits Again!" från 1966.
- Den serbiska musikgruppen Elipse spelade in en version med text på serbiska kallad "Pogledaj kroz prozor" 1966.

## Listplaceringar
| Lista (1965)   | Position               |
| -------------- | ---------------------- |
| Frankrike      | 94                     |
| Irland         | 3                      |
| Kanada         | 3 (RPM)                |
| Nederländerna  | 15                     |
| Norge          | 8 (VG-lista)           |
| Storbritannien | 4                      |
| Sverige        | 10 (Tio i topp)        |
| USA            | 32 (Billboard Hot 100) |